# David Clennon
David Clennon (Waukegan, 10 de maio de 1943) é um ator norte-americano. Ele é conhecido por suas interpretações em séries de televisão como Thirtysomething, da ABC, e From the Earth to the Moon, exibida pela HBO, bem como por seu papel de Palmer no filme The Thing, dirigido por John Carpenter. Ao longo de sua carreira, foi nomeado a diversos prêmios, vencendo um Emmy e um Satellite.

## Vida e carreira
Clennon nasceu em Waukegan, Illinois, filho de Virginia, uma dona de casa, e Cecil Clennon, um contabilista. Ele frequentou a Universidade de Notre Dame de 1962 a 1965. Estudou na Yale School of Drama por três anos e se tornou um membro de sua companhia de atuação profissional. Casou-se em 1996 com Perry Adelman, uma roteirista, assistente de câmera e fotógrafa. Eles são pais dos gêmeos Daisy Virginia e Harry Francis.
O ator fez parte do elenco regular de programas televisivos como Barney Miller, Almost Perfect, The Agency e Saved. Também apareceu em um episódio de Star Trek: Voyager como Dr. Crell Moset.  Entre 2009 e 2010, interpretou Carl the Watcher em Ghost Whisperer. No cinema, apareceu em produções como Bound for Glory, The Right Stuff, Coming Home, Missing e The Thing, no qual interpretou Palmer, um de seus papéis mais conhecidos.

## Ativismo político
Clennon foi um oponente ferrenho da Guerra do Vietnã, participando frequentemente de protestos, além de permanecer politicamente ativo. Em 2013, ele se manifestou em várias ocasiões contra o filme Zero Dark Thirty e se recusou a votar nele para o Oscar, afirmando que o longa-metragem promove o uso aceitável da tortura. Disse o ator:
Acredito firmemente que o filme Zero Dark Thirty promove a aceitação do crime de tortura como como uma arma legítima na chamada guerra ao terror da América. Com essa crença, seguindo minha consciência, não votarei em Zero Dark Thirty em nenhuma categoria. Não posso votar em um filme que glorifica americanos que cometem o crime de tortura.
Em 2018, ele se opôs às quatro nomeações ao Emmy do documentário de 10 partes The Vietnam War, dirigido por Ken Burns, alegando que a série continha "meias verdades, distorções e omissões" sobre a guerra.

## Prêmios e indicações
Em 1991, Clennon recebeu uma indicação ao Emmy de melhor ator em série dramática por seu papel em Thirtysomething (ABC). Por seu desempenho em Dream On (HBO), ele venceu em 1993 o Emmy de melhor ator convidado em série de comédia. Em 1999, recebeu o Prêmio Satellite de Melhor Ator Secundário por seu papel na minissérie From the Earth to the Moon (1998), da HBO.